# 堯道宏

摄于1970年

堯道宏（1913年1月16日—1991年2月21日），字毅齋，新疆哈密人，維吾爾族，為中華民國新疆省主席堯樂博士之子。妻：堯鎖開蓮。子：堯天爵、堯天智。女：堯伊莉。
曾任中國國民黨第十一屆中央委員會黨務顧問、新疆省政府委員。1971年於堯樂博士過世後以省府委員身分再兼任新疆省政府辦事處主任。長期滯居土耳其:225。